# Kátia Cavalcanti Pôrto
Kátia Cavalcanti Pôrto (1954) es una bióloga, botánica, brióloga, geobotánica, curadora y profesora brasileña, que desarrolla, desde 1989, actividades académicas y científicas en el Centro de Ciencias Biológicas, Universidad Federal de Pernambuco.

## Biografía
En 1976, obtuvo la licenciatura en Ciencias Biológicas por la Universidad Federal de Pernambuco, en 1982, un título de maestría en botánica por la Universidad Federal Rural de Pernambuco, y en 1989, el doctorado en ciencias (botánica) por la Universidad de París-Est Créteil Val-de-Marne, siendo becaria del Consejo Nacional de Desenvolvimiento Científico y Tecnológico, CNPq, Brasil.
Actualmente es profesora asociada III de la Universidad Federal de Pernambuco. Tiene experiencia en Florística y Ecología de briofitas, actuando sobre mata atlántica, diversidad y fenología de las briofitas.

## Algunas publicaciones
- SILVA, M. P. P. ; PÔRTO, K. C. 2015. Diversity of bryophytes in priority areas for conservation in the Atlantic forest of northeast Brazil. Acta Botanica Brasílica (impreso) 29: 16-23

- SILVA, M. P.P. ; KAMINO, L. H. ; PÔRTO, K. C. 2014. Is the current network system of protected areas in the Atlantic Forest effective in conserving key species of bryophytes?. Tropical Conservation Science 17: 61

- SILVA, J. B. ; SANTOS, N. D. ; PÔRTO, K. C. 2014. Beta-diversity: Effect of Geographical Distance and Environmental Gradients on the Rocky Outcrop Bryophytes. Cryptogamie. Bryologie 35: 133-163 resumen en línea

- Silva, M. P.P. ; PÔRTO, K. C. 2014. Briófitas: estado do conhecimento e vulnerabilidade na Floresta Atlântica Nordestina. Boletim do Museu de Biologia Mello Leitao 36: 19-34

- SILVA, T. O. ; SILVA, M. P. P. ; PÔRTO, K. C. 2014. Briófitas de Afloramentos Rochosos do Estado de Pernambuco, Brasil. Boletim do Museu de Biologia Mello Leitão 36: 85-100

- SILVA, M. P. P. ; PÔRTO, K. C. 2013. Bryophyte communities along horizontal and vertical gradients in a human-modified Atlantic Forest remnant. Botany (Ottawa, impreso) 93: 155-166

- VALENTE, Emília de Brito ; PÔRTO, K. C. ; BASTOS, C. J. P. 2013. Species richness and distribuition of bryophytes in different phytophysionomies from Chapada Diamantina, Brazil. Acta Botanica Brasílica (impreso) 27: 294-310

- VALENTE, E. B. ; PÔRTO, K. C. ; BASTOS, C. J. P. ; BALLEJOS-LOYOLA, J. 2013. Diversity and distribution of the bryophyte flora in montane forests at Chapada Diamantina. Acta Botanica Brasílica (impreso) 27: 506-518

- ALVARENGA, L. D. P. ; PÔRTO, K. C. ; ZARTMAN, C. E. 2013. Sex ratio, spatial segregation, and fertilization rates of the epiphyllous moss Crossomitrium patrisiae (Brid.) Müll.Hal. in the Brazilian Atlantic rainforest. Journal of Bryology 35: 88-95

- MACIEL-SILVA, A. S. ; COELHO, M. L. P. ; PÔRTO, K. C. 2013. Reproductive traits in the tropical moss Octoblepharum albidum Hedw. differ between rainforest and coastal sites (enlace roto disponible en Internet Archive; véase el historial, la primera versión y la última).. Journal of Bryology 35: 206-215

- OLIVEIRA, J. R. P. M. ; PÔRTO, K. C. ; SILVA, M. P. P. 2011. Richness preservation in a fragmented landscape: a study of epiphytic bryophytes in an Atlantic forest remnant in Northeast Brazil. Journal of Bryology 33: 279-290

- COSTA, D. P. ; PÔRTO, K. C. ; LUIZI-PONZO, A. P. ; ILKIU-BORGES, M. L. ; BASTOS, C. J. P. ; CAMARA, P. E. ; PERALTA, D.F. ; BOAS-BASTOS, S. V. ; IMBASSAHY, C.A.A. ; HENRIQUES, D.K. ; GOMES, H.C.S. ; ROCHA, L.M. ; SANTOS, N.D. ; SILVEIRO, T.S. ; VAZ-IMBASSAHY, T.F. ; S. CHURCHILL. 2011. Synopsis of the Brazilian moss flora: checklist, distribution and conservation. Nova Hedwigia 93: 277-334

- CAMPELO, M. J. A. ; PÔRTO, K. C. 2011. Diversity and spatial distribution of epiphyllous bryophytes in a submontane Atlantic Forest in Pernambuco< Brazil. Boletim do Instituto de Botânica (São Paulo) 21: 103-110

- VALENTE, E. B. ; PÔRTO, K. C. ; BASTOS, C. J. P. 2011. Checklist of bryophytes of Chapada Diamantina, Bahia, Brazil. Boletim do Instituto de Botânica (São Paulo) 21: 111-131

- ALVARENGA, L. D. P. ; PÔRTO, K. C. ; OLIVEIRA, J. R. P. M. 2010. Habitat loss effects on spatial distribution of non-vascular epiphytes in a Brazilian Atlantic forest. Biodiversity and Conservation 19: 619-635

- BUCK, W.R. ; PÔRTO, K. C. 2010. Schwetschkea (Brachytheciaceae) in Africa, and new to South America. Canadian Journal of Botany (online) 88: 359-365

- Silva, M. P. P. ; PÔRTO, K. C. 2010. Spatial structure of bryophyte communities along an edge-interior gradient in an Atlantic Forest remnant in Northeast Brazil. Journal of Bryology 32: 101-112

- SILVA, A. S. M. ; PÔRTO, K. C. ; SIMABUKURO, E. A. 2010. Effects of light and nutrientes on different germination phases of the cosmopolitan moss Bryum argenteum Hedw. Brazilian Archives of Biology and Technology (impreso) 53: 763-769

- SILVA, A. S. M. ; PÔRTO, K. C. ; SIMABUKURO, E. A. 2009. Effect of light and water availability on spore germination and protonemal growth of the Neotropical moss Thamniopsis incurva (Pilotrichaceae). Cryptogamie. Bryologie 30: 243-257

- VALENTE, E. B. ; PÔRTO, K. C. ; BOAS-BASTOS, S. V. 2009. Musgos (Bryophyta) de um fragmento de Mata Atlântica na Serra da Jibóia, município de Santa Tereszinha, BA, Brasil. Acta Botanica Brasilica 23: 369-375

- SILVA, A. S. M. ; SIMABUKURO, E. A. ; PÔRTO, K. C. 2009. Effect of water availability on spore germination of the moss Octoblepharum albidum from Brazilian Atlantic Forest. Journal of Bryology 31: 169-173

- ALVARENGA, L. D. P. ; PÔRTO, K. C. ; SILVA, M. P. P. 2009. Relations Between Regional Local Habitat Loss and Metapopulation Properties of Epipyllous bryophytes in the Brazilian Atlantic Forest. Biotropica (Lawrence, KS) 41: 682-691

- SILVA, M. P. P. ; PÔRTO, K. C. 2009. Effect of fragmentation on the community structure of epixylic bryophytes in Atlantic Forest remnants in the Northeast of Brazil. Biodiversity and Conservation 18: 317-337

- YANO, O.; PORTO, K. C. 2006. Diversidade das briófitas das matas serranas do Ceará, Brasil. Hoehnea (São Paulo) 33: 7-39

### Libros
- PEIXOTO, A. L. ; MAIA, L. C. ; GADELHA NETO, P. C. ; LIMA, J. R. ; BARBOSA, M. R. V. ; BARBOSA, M. C. A. ; MENEZES, M. ; PÔRTO, K. C. ; WARTCHOW, F. ; GIBERTONI, T. B. 2013. Manual de Procedimentos para Herbários. Recife: Ed. Universitária, 95 pp.

- PÔRTO, K. C. ; SILVA, M. P. P. ; BARBOSA, M. C. A. ; SILVA, I. C. C. E. 2012. Estação Ecológica de Murici, Alagoas, Brasil: espécies ameaçadas, nataivas e raras. Recife: Gráfica e Copiadora Nacional, 31 pp.

- LUIZI-PONZO, A. P. ; BASTOS, C. ; COSTA, D. P. ; PÔRTO, K. C. ; CAMARA, P. E. ; LISBOA, R. C. ; BOAS-BASTOS, S. V. 2006. Glossarium Polyglotuum Bryologiae: Versão Brasileira do Glossário Briológico. Juiz de Fora: Ed. UFJF, 114 pp.

- PÔRTO, K. C. ; TABARELLI, M. ; CORTEZ, J. A. (orgs.) 2006. Diversidade Biológica da Floresta Atlântica ao Norte do Rio São Francisco. Brasília: Ministério do Meio Ambiente, 363 pp.

- PÔRTO, K. C. ; CABRAL, J. J. S. ; TABARELLI, M. 2004. Brejos de Altitude em Pernambuco e Paraíba: História Natural, Ecologia e Conservação. Brasília: MMA - Centro de Informação e Documentação Luis Eduardo Magalhães, 324 pp.

- PÔRTO, K. C. ; BRITO, A. E. R. M. 2000. Guia de Estudos de Briófitas. Fortaleza: UFC Edições, 66 pp. ISBN 8572820647, ISBN 9788572820646

- MACHADO, I. C. ; LOPES, A. V. ; PÔRTO, K. C. 1998. RESERVA ECOLÓGICA DE DOIS IRMÃOS: ESTUDOS EM UM REMANESCENTE DE MATA ATLÂNTICA EM ÁREA URBANA. Recife: Universitária, 326 pp.

- PÔRTO, K. C. ; BARROS, I. C. L. ; CHAMIXAES, C. C. B. ; MARIZ, G. 1990. MANUAL DE PRÁTICAS EM CRIPTÓGAMOS. Recife: Universitária / UFPE, 67 pp.

#### Capítulos de libros
- SILVA, A. S. M. ; PÔRTO, K. C. 2014. Reproduction in Bryophytes. In: Kishan Gopal Ramawat, Jean-Michel Mérillon, K.R Shivanna (orgs.) Reproductive Biology of Plants. New Delhi: CRC Press p. 1-20

- PÔRTO, K. C. ; ALVARENGA, L. D. P. ; SANTOS, G. H. F. 2006. Briófitas. In: K.C. Pôrto; J.S. Almeida-Cortez & M. Tabarelli. (orgs.) Diversidade Biológica e Conservação da Floresta Atlântica ao Norte do Rio São Francisco. Brasília: Ministério do Meio Ambiente, p. 123-146

- BRAGA, R. ; PÔRTO, K. C. 2004. Projeto Brejo de Altitude - uma experiência interdisciplinar na proteção da biodiversidade. In: K.C. Pôrto; J.J.P. Cabral; M. Tabarelli (orgs.) Brejos de Altitude em Pernambuco e Paraíba: história natural, ecologia e conservação. Brasília: Ministério do Meio Ambiente, p. 11-16

- PÔRTO, K. C. ; GERMNO, S. R. ; BORGES, G. M. 2004. Avaliação dos Brejos de Altitude de Pernambuco e Paraíba, quanto à diversidade de Briófitas, para a conservação. In: K.C. Pôrto; J.J.P. Cabral; M. Tabarelli (orgs.) Prejos de Altitude em Pernambuco e Paraíba: história natural, ecologia e conservação. Brasília: Minstério do Meio Ambiente, p. 79-98

- COSTA, D. P. ; PÔRTO, K. C. 2003. Estado da arte das coleçôes de briófitas. In: Ariane Luna Peixoto (org.) Coleções Biológicas. Río de Janeiro: Instituto de Pesquisas Jardim Botânico do Rio de Janeiro, p. 21-238

- PÔRTO, K. C. ; GERMANO, S. R. 2002. Diversidade e importância das briófitas na conservação dos ecossistemas naturais de Pernambuco. In: Tabarelli, M. & Silva, J. Mª C. (orgs.) Atlas de Biodiversidade de Pernambuco. Recife: Massangana, p. 125-152

- PÔRTO, K. C. ; OLIVEIRA, S. M. 1998. BIODIVERSIDADE E BIOLOGIA REPRODUTIVA DE BRIÓFITAS DA RESERVA ECOLÓGICA DE DOIS IRMÃOS. In: MACHADO, I C. S.; LOPES, A. V.; PÔRTO, K. C. (orgs.) RESERVA ECOLÓGICA DE DOIS IRMÃOS: ESTUDOS EM UM REMANESCENTE DE MATA ATLÂNTICA EM ÁREA URBANA. RECIFE: UNIVERSITÁRIA, p. 115-135

- PÔRTO, K. C. 1996. BRIÓFITAS. In: E V S B SAMPAIO; J S MAYO; M R V BARBOSA (orgs.) PESQUISA BOTÂNICA NORDESTINA: PROGRESSO E PERSPECTIVAS. RECIFE: UNIVERSITÁRIA, p. 97-109

### En congresos
- SILVA, I. C. C. E. ; PÔRTO, K. C. 2013. BIOLOGIA REPRODUTIVA DE ESPÉCIES DE MUSGOS ACROCÁRPICOS (Bryophyta) EM AFLORAMENTOS ROCHOSOS DO ESTADO DE PERNAMBUCO, BRASIL. In: XXI Congresso de Inciação Científica da Universidade Federal de Pernambuco, Recife, p. 1-4

- SILVA, I. C. C. E. ; PÔRTO, K. C. 2012. BIOLOGIA REPRODUTIVA DO MUSGO BRYUM ARGENTEUM HEDW. EM AFLORAMENTO ROCHOSO DO ESTADO DE PERNAMBUCO, BRASIL. In: Anais XX Congresso de Inciação Científica da Universidade Federal de Pernambuco. Recife: UFPE, p. 1-4
- PÔRTO, K. C. ; SILVA, M. P. P. 2012. A frequência de reprodução sexuada afeta a distribuição de Briófitas? Uma abordagem regional para a Floresta Atlântica Nordestina. In: 63.º Congresso Nacional de Botânica. Joinville. Botânica frente às mudanças globais, p. 12-19
- SILVA, M. P. P. ; PÔRTO, K. C. 2006. Brioflora epíxila da Estação Ecológica de Murici, Alagoas. In: Anais XXIX Reunião Nordestina de Botânica, Mossoró: Universidade Estadual do Rio Grande do Norte

## Honores[7]

### Premios
- 2004: Premio Verde, Sociedade Botânica do Brasil[9]
- 1997: Mención Honrosa al Premio Verde, Sociedade Botânica do Brasil

### Membresías
- Sociedad Botánica de Brasil[10]

- Sociedad Latinoamericana de Briófitas[11]

- 1981: Fundação da Sociedade de Botânica de São Paulo[12][13]